# Donchian channels

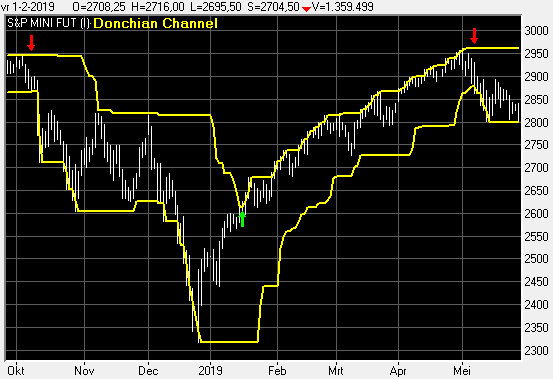
Donchian channels met dagkoersen

De Donchian channels is een indicator die wordt gebruikt in de beurshandel. Deze indicator is ontwikkeld door de Amerikaanse trader Richard Donchian. De Donchian channels indicator is een handelssysteem dat een aan- of verkoopsignaal geeft op een nieuw hoogte- respectievelijk dieptepunt in de markt tijdens een bepaalde periode. In zijn uitwerking is het een trendvolgende breakout indicator, waarbij het doel is om de trade na het signaal zo lang mogelijk uit te rijden. Bijvoorbeeld tot de eerstvolgende tegenovergestelde breakout.

## Berekening
De Donchian channels indicator berekent voor iedere bar steeds de hoogste en de laagste koers van de afgelopen n-periode en tekent deze in de grafiek. 
- Wanneer de laagste koers van een bar lager ligt dan de laagste van n-periode geleden dan wordt er een verkoopsignaal gegenereerd.
- Wanneer de hoogste koers van een bar hoger ligt dan de hoogste van n-periode geleden dan wordt er een koopsignaal gegenereerd.